# Parafia greckokatolicka św. Andrzeja Apostoła w Środzie Śląskiej
Parafia greckokatolicka św. Andrzeja Apostoła w Środzie Śląskiej – parafia greckokatolicka w Środzie Śląskiej. Parafia należy do eparchii wrocławsko-koszalińskiej i znajduje się na terenie dekanatu wrocławskiego.

## Historia
W 1947 roku grekokatolicy z południowo-wschodniej Polski zostali w ramach tzw. Akcji „Wisła” przymusowo wysiedleni na ziemie zachodnie i północne. W 1994 roku powstała parafia greckokatolicka pw. św. Andrzeja Apostoła, księgi metrykalne są prowadzone od 1994 roku.
Nabożeństwa odbywają się w kościele rzymskokatolickim pw. św. Narodzenia Najświętszej Maryi Panny.
Proboszczowie parafii
1994–2000. ks. Piotr Kryk.
2001–2003. ks. Bogdan Hałuszka.
2002–2003. ks. Mirosław Drapała.
2003–2010. ks. Andrzej Michaliszyn.
2010–2015. ks. Paweł Dobrzański.
2015– nadal ks. Andrzej Michaliszyn.
Wikariusze parafii
2000–2001. ks. Arkadiusz Trochanowski.
2001–2002. ks. Andrzej Michaliszyn.
2002–2003. ks. Michał Dziuba.
2015– 2020 ks. Yevhen Sukhyy.
2019– 2022 ks. Mateusz Demeniuk.
2022–nadal ks. Roman Zakharchyshyn.